# اسکار ندبال
اُسکار ندبال (چکی: Oskar Nedbal؛ ۲۶ مارس ۱۸۷۴ – ۲۴ دسامبر ۱۹۳۰) رهبر (موسیقی)، نوازندهٔ ویولا و آهنگساز اهل جمهوری چک بود.
وی دانش‌آموختهٔ «کنسرواتور پراگ» و از شاگردان «آنتونین بنویتز» و «آنتونین دورژاک» بود.